# Safe Trip Home
Albums de Dido
Life For Rent
(2003) Girl Who Got Away
(2013)
Singles
1. Don't Believe in Love

Safe Trip Home est le troisième album de Dido et est sorti mi-novembre 2008 dans le monde entier. Il inclut des collaborations et productions de Jon Brion, Rollo Armstrong, Brian Eno, Mick Fleetwood, Citizen Cope, Questlove, et a été nommé pour un Grammy Award.

## Genèse
Le titre Safe Trip Home a été annoncé le vendredi 22 août 2008 (alors qu'une rumeur concernant ce titre circulait sur le net en février 2008) sur le site officiel de Dido, avec la sortie digitale gratuite du titre Look No Further pour attirer l'attention sur le retour de Dido. Le titre Don't Believe in Love a été choisi comme premier single du nouvel opus et en reste l'unique -. La liste des titres et la pochette ont été dévoilées le 5 septembre 2008 alors que le premier extrait faisait son apparition sur internet et différentes radios. La date de sortie - initialement prévue pour le lundi 3 novembre 2008 - a été repoussée de deux semaines pour des soucis de fabrication : pour faire pardonner l'incident, le site officiel de Dido a mis en ligne le titre Grafton Street en écoute gratuite. La sortie eut lieu le lundi 17 novembre 2008 et le lendemain, mardi 18, pour l'Amérique du Nord).

## Promotion et ventes
Pour la première fois, Dido propose une édition Deluxe de son album, disponible également le 17 novembre 2008. Elle inclut deux titres bonus (voir liste ci-dessous), un remix, le mini-film de la création de Safe Trip Home et quatre cartes postales dans l'édition physique, et une version alternative du titre The Day Before The Day sur iTunes.
Les ventes finales restent décevantes au regard des succès précédents et du coût de production de l'album. Le manque de succès de Safe Trip Home repose en grande partie dans sa promotion quasi inexistante (seul le single Don't Believe in Love en est extrait et Dido ne chanta la chanson que dans quelques shows américains et quelques petites radios, uniquement en acoustique), qui fut arrêtée un mois à peine après la sortie.
Dido a assuré la promotion de l'album avec son nouveau guitariste Joel Shearer du groupe Pedestrian.

## Liste des pistes
- Don't Believe in Love - 3 min 53 s - Dido Armstrong, Rollo Armstrong, Jon Brion
- Quiet Times - 3 min 17 s - Dido Armstrong
- Never Want To Say It's Love - 3 min 35 s - Dido Armstrong, Rollo Armstrong, Jon Brion
- Grafton Street - 5 min 59 s - Dido Armstrong, Rollo Armstrong, Brian Eno
- It Comes and It Goes - 3 min 28 s - Dido Armstrong, Rollo Armstrong, Jon Brion
- Look No Further - 3 min 14 s - Dido Armstrong, Rollo Armstrong, Jon Brion
- Us 2 Little Gods - 4 min 49 s - Dido Armstrong, Rollo Armstrong, Daisy Gough-Armstrong, Rick Nowels
- The Day Before The Day - 4 min 13 s - Dido Armstrong, Rollo Armstrong
- Let's Do The Things We Normally Do - 4 min 10 s - Dido Armstrong, Jon Brion
- Burnin' Love (avec Citizen Cope) - 4 min 12 s - Dido Armstrong, Clarence Greenwood
- Northern Skies - 8 min 57 s - Dido Armstrong, Rollo Armstrong

### Titres Bonus
- For One Day - 5 min 43 s - Dido Armstrong
- Summer - 3 min 55 s - Dido Armstrong
- Northern Skies - Version Rollo - 5 min 53 s - Dido Armstrong, Rollo Armstrong
- The Day Before The Day (5/4) - Version alternative (sur iTunes uniquement) - 4 min 14 s - Dido Armstrong, Rollo Armstrong

## Personnel
Selon le livret inclut avec l'album : 
- Dido Armstrong – chant, piano, guitare, omnichord, cloches, claviers additionnels, batterie sur Quiet Times et batterie additionnelle sur Burnin Love
- Mark Bates – programmations, claviers, piano
- Jon Brion – claviers, guitare, basse, célesta, violoncelle, percussions additionnelles, drum machine
- Brian Eno – claviers additionnels et ambiance sur Grafton Street
- Sister Bliss – claviers, basse, programmation
- Joel Shearer – guitare additionnelle
- Justin Meldal-Johnsen – basse
- Sebastian Steinberg – basse
- Matt Chamberlain – batterie sur Don't Believe in Love, 	It Comes And It Goes et Let's Do The Things We Normally Do, percussions sur Let's Do The Things We Normally Do
- Mick Fleetwood – batterie sur Grafton Street
- Citizen Cope – batterie, guitare, chant et chœurs sur Burnin Love
- Jim Scott – batterie sur Us 2 Little Gods
- Questlove – batterie sur Never Want To Say It's Love
- Lenny Castro – percussions sur Don't Believe In Love
- David Campbell – arrangements des cordes, directeur de l'orchestre
- Gavyn Wright – premier violon
- Eric Gorfain – orchestrations
- Michael Price – orchestrations
- Matt Robertson – orchestrations

## Enregistrement
Dido a rencontré Jon Brion fin 2005 aux studios Abbey Road et c'est lui qui l'a convaincue de partir travailler à Los Angeles : c'est ainsi que démarra l'écriture et la composition de l'album ; Never Want To Say It's Love et Let's Do The Things We Normally Do furent deux de leurs premières compositions.
Dido joue plusieurs instruments sur l'album : c'est elle qui est à la batterie sur Quiet Times, aux flûtes sur Grafton Street ou encore à l'omnichord sur Never Want To Say It's Love. Logic 8 d'Apple est le logiciel que Dido a utilisé pour enregistrer certains titres avec son ordinateur. Le titre Summer a été enregistré dans la cuisine de l'artiste, à Londres : on peut clairement y entendre la pluie en fond sonore.
The Day Before The Day était initialement intitulé simplement The Day Before. Contrairement à ce que son titre peut laisser supposer, la chanson Don't Believe in Love (« ne crois pas en l'amour ») parle justement de croire en l'amour : « la chanson est à propos de cela, combien la vie est meilleure avec de l'amour » a déclaré Dido.

## Vidéos illustratives
Onze films, chacun illustrant un titre du CD, ont été tournés dans le monde entier à la demande de Dido, avec comme principal thème « la maison » : huit d'entre eux ont été publiés sur le site de l'album.

## Certifications
| Pays             | Certification |
| ---------------- | ------------- |
| Australie        | Or            |
| Belgique         | Or            |
| France           | Or            |
| Allemagne        | Or            |
| Hongrie          | Or            |
| Irlande          | Or            |
| Italie           | Or            |
| Nouvelle-Zélande | Or            |
| Pologne          | Or            |
| Suisse           | Platine       |

## Représentations privées
Le 19 octobre 2008, Dido a donné une représentation exclusive du nouvel album, à Londres, devant quelques fans ayant gagné leurs tickets sur le site officiel et sur Virgin Radio. Elle en a donné deux autres : une près de Los Angeles aux États-Unis le 15 novembre et une à Paris le 20 novembre, durant sa tournée promotionnelle française.

## Pochette et infraction au droit d'auteur
La pochette de l'album est une photographie de l'astronaute Bruce McCandless II durant la quatrième mission de la navette spatiale Challenger, STS-41-B. Il a déposé plainte en septembre 2010 contre Sony Music, Getty Images et Dido pour l'utilisation de sa photographie sans son autorisation.